# Miguel Guarumba
Miguel Guarumba (Misiones Guaraníes, 1810 - Federación, Entre Ríos, 05/03/1890) fue un líder miliciano, de origen guaraní, natural del área del norte de Entre Ríos, Argentina, que perteneció a las Misiones guaraníes.
Integró las milicias guaraníes de Pablo de la Cruz. Hacia 1847, organizó el traslado de los habitantes de Mandisoví al lugar donde estaría Federación, ciudad donde falleció. El 21 de julio de 1859, según consta en el libro de actas matrimoniales de la iglesia de esa localidad, se casó con María Salomé Tiraparé. 
Guarumba luchó en la batalla de Caseros en 1852 integrando el Ejército Grande de Justo José de Urquiza. Según el historiador Manuel Gálvez, tuvo un legendario encuentro con Domingo Faustino Sarmiento en ocasión de la inauguración del Ferrocarril Este Argentino. Guarumba le dijo que había cortado los libros que Sarmiento le había enviado para que cupieran en su alacena, a lo que el sanjuanino respondió, "La civilización hasta aquí y la barbarie de tu lado".
En abril de 1870 el capitán Guarumba se plegó a la Rebelión Jordanista al frente de 600 milicianos guaraníes, pero poco después cambió de bando.
El 29 de abril de 1875 la Legislatura entrerriana lo ascendió a coronel de caballería.